# کاکتل ویژن
کاکتل ویژن (انگلیسی: Coktel Vision) شرکت بازی ویدئویی فرانسوی است، که در سال ۱۹۸۴ تأسیس شد.